# Hydriomena fassli
Hydriomena fassli är en fjärilsart som beskrevs av Paul Dognin 1909. Hydriomena fassli ingår i släktet Hydriomena och familjen mätare. Inga underarter finns listade i Catalogue of Life.